# (39540) Borchert
Pour les articles homonymes, voir Borchert.
(39540) Borchert est un astéroïde de la ceinture principale.

## Description
(39540) Borchert est un astéroïde de la ceinture principale. Il fut découvert le 11 avril 1991 à Tautenburg par Freimut Börngen. Il présente une orbite caractérisée par un demi-grand axe de 2,48 UA, une excentricité de 0,13 et une inclinaison de 3,2° par rapport à l'écliptique.

## Compléments